# خط الخلافة على العرش الأردني
خط الخلافة على العرش الأردني هو ترتيب الأشخاص المؤهَّلين لتولي عرش المملكة الأردنية الهاشمية طِبقا لما ينص عليه الدستور الأردني في الأحكام الأربعة عشر من المادة 28.

## قواعد الخِلافة على العرش الأردني
العرش ينتقل بالوراثة، ويتوارثه فقط الرجال المسلمين العاقلين الراشدين من أب وأم مسلمين من أحفاد الملك عبد الله الأول.
الملك له الحق في تعيين أحد إخوته وريثاً لولاية العهد. وإذا مات الملك دون أن يكون له ابن أو شقيق، يؤول العرش بناءاً على الشخص الذي يختاره مجلس الأمة من بين أحفاد الحسين بن علي شريف مكة مؤسس الثورة العربية الكبرى.
يمكن منع أي شخص من الخِلافة بموجب مرسوم ملكي على أساس عدم الملاءمة، وتلقائياً لن يتم استبعاد أحفاده.

## خط الخِلافة
- الحسين بن علي ملك الحجاز (1854–1931)
  -  عبد الله مؤسس المملكة الأردنية الهاشمية (1882–1951)
    -  الملك طلال (1909–1972).
      -  الحسين بن طلال (1935–1999).
        -  عبد الله الثاني بن الحسين (وُلد 1962).
          - (1)  الحسين بن عبد الله ولي عهد المملكة (وُلد 1994).
          - (2)  هاشم بن عبد الله الثاني (وُلد 2005).

        - (3)  فيصل بن الحسين (وُلد 1963).
          - (4)  عمر بن فيصل وُلد 1993).
          - (5)  عبد الله بن فيصل (وُلد 2016).
          - (6)  محمد بن فيصل (وُلد 2017).

        - (7)  علي بن الحسين (وُلد 1975).
          -  (8)  عبد الله بن علي (وُلد 2007).

        - (9)  حمزة بن الحسين (وُلد 1980).
          - (10)  حسين بن حمزة (وُلد 2019).
          - (11) محمد بن حمزة (وُلد 2022).

        - (12)  هاشم بن الحسين (وُلد 1981).
          -  (13)  حسين حيدر بن هاشم (وُلد 2015).

      -  محمد بن طلال (1940-2021).
        - (14)  طلال بن محمد (وُلد 1965).
          - (15)  الحسين بن طلال (وُلد 1999).
          - (16)  محمد بن طلال (وُلد 2001).

        - (17)  غازي بن محمد (وُلد 1966).
          - (18)  عبد الله بن غازي (وُلد 2001).

      - (19)  الحسن بن طلال (وُلد 1947).
        - (20)  راشد بن الحسن (وُلد 1979).
          - (21)  الحسن بن راشد (وُلد 2013).
          - (22)  طلال بن راشد (وُلد 2016).

    -   نايف بن عبد الله (1914–1983).
      - (23)  علي بن نايف (وُلد 1941).
        - (24)  محمد بن نايف (وُلد 1998).
          - (25)  حمزة بن محمد (وُلد 2007).

        - (26)  جعفر بن نايف (وُلد 2007).

      - (27)  عاصم بن نايف (وُلد 1948).
        - (28)  نايف بن عاصم (وُلد 1998).

  -    زيد بن الحسين (1898–1970)
    -  (29)  رعد بن زيد (وُلد 1936).
      - (30)  زيد بن رعد (وُلد 1964).
        - (31)  رعد بن زيد (وُلد 2001).

      - (32)  مرعد بن رعد (وُلد 1965).
        - (33)  راكان بن مرعد (وُلد 1995).
        - (34)  جعفر بن مرعد (وُلد 2002).

      - (35)  فراس بن رعد (وُلد 1969).
        - (36)  هاشم بن فراس (وُلد 2010).

      - (37)  فيصل بن رعد (وُلد 1975).
        - (38)  حسين بن فيصل (وُلد 2013).

## قائمةورثة العرش الواضحينوورثة العرش المفترضينعبر التاريخ

### ولي العهد لعبد الله الأول
- 1946-1951: طلال بن عبد الله الابن البكر لعبد الله الاول

### الورثة الواضحون والورثة المفترضون للملك للحسين
- 1952-1962: محمد بن طلال شقيق الملك الحسين (الوريث المفترض)
- 1962-1965: عبدالله بن حسين الابن البكر للملك الحسين (ولي العهد)
- 1965-1999: الحسن بن طلال الأخ الثاني للملك الحسين (بمرسوم)
- 1999: عبد الله بن حسين الابن البكر للحسين (بمرسوم وبالدستور)

كان شقيق الملك حسين (الأمير محمد) الوريث المفترض للعرش حتى ولادة الابن الأكبر للحسين (عبد الله). كان عبد الله وريثًا لوالده منذ ولادته عام 1962 حتى عام 1965 عندما قرر الملك حسين تعيين شقيقه حسن البالغ من العمر 18 عامًا وريثًا واضحًا بسبب الأوقات غير المستقرة في الستينيات.
بعد وقت قصير من زواجه من الملكة نور، أمر الملك حسين شقيقه بتعيين الأمير علي (الابن الأكبر لحسين من زواجه من الملكة علياء) وريثًا له. ومع ذلك بحلول عام 1992 غيرالملك حسين رأيه. اعتبر الملك إلى جانب أبنائه بجدية أن ابن أخيه الأمير طلال بن محمد هو الوريث المحتمل له. أخيرًا في 25 يناير 1999 وقبل وفاته بفترة وجيزة أعلن الملك الحسين أن عبد الله وريثه الواضح مرة أخرى وخلفه بعد وفاته.

### الورثة الواضحون للملك عبد الله الثاني
- 2004-1999 حمزة بن الحسين، الأخ الثالث لعبد الله الثاني (بمرسوم)
- 2004 إلى الوقت الحاضر: الحسين بن عبد الله الابن الأكبر لعبد الله الثاني.